# Nati nel 1548
| Questa pagina contiene informazioni ricavate automaticamente dalle voci biografiche con l'ausilio del template Bio e di un bot. L'aggiornamento è periodico e automatico e ricostruisce completamente la pagina. Se manca una persona in questa lista, sei pregato di non aggiungerla, ma accertati piuttosto che la sua voce biografica contenga il template Bio e che i dati anagrafici siano correttamente compilati. Se il template Bio manca, inseriscilo tu stesso o, in alternativa, metti l'avviso {{tmp\|Bio}} che ne segnala la mancanza. Se i dati riportati sono sbagliati, correggi direttamente la voce biografica; le modifiche saranno visibili in questa lista entro pochi giorni. Per chiarimenti vedi il progetto biografie. La lista contiene solo le 78 persone che sono citate nell'enciclopedia e per le quali è stato implementato correttamente il template Bio. Pagina aggiornata al 31 ago 2024. |

## Gennaio(3)
- 5 gennaio - Francisco Suárez, gesuita, teologo e filosofo spagnolo († 1617)
- 6 gennaio - Francesco Panigarola, vescovo cattolico e predicatore italiano († 1594)
- 12 gennaio - Benedetto Mandina, giurista e vescovo cattolico italiano († 1604)

## Marzo(1)
- 17 marzo - Honda Tadakatsu, generale giapponese († 1610)

## Maggio(2)
- 8 maggio - Giacomo Boncompagni, duca italiano († 1612)
- 10 maggio - Antonio Priuli, doge († 1623)

## Giugno(1)
- 13 giugno - Bartolomeo Burchelati, letterato e storico italiano († 1632)

## Luglio(1)
- 15 luglio - Giorgio III di Erbach-Breuberg, nobile tedesco († 1605)

## Agosto(3)
- 5 agosto - Michele Zappullo, storico italiano
- 26 agosto - Bernardino Poccetti, pittore italiano († 1612)
- 30 agosto - Mary Seymour, nobildonna inglese († 1550)

## Settembre(3)
- 2 settembre - Vincenzo Scamozzi, architetto e scenografo italiano († 1616)
- 7 settembre - Filippo Boncompagni, cardinale italiano († 1586)
- 29 settembre - Guglielmo V di Baviera, duca († 1626)

## Novembre(1)
- 30 novembre - Claudio Gonzaga, nobile italiano († 1588)

## Dicembre(2)
- 7 dicembre - Gonzalo Argote de Molina, storico spagnolo († 1596)
- 14 dicembre - Fernando Ruiz de Castro, nobile spagnolo († 1601)

## Senza giorno specificato(61)
- Akizuki Tanezane, militare giapponese († 1596)
- Filippo Alberti, poeta italiano († 1612)
- Malik Ambar, mercenario etiope († 1626)
- Ippolito Andreasi, pittore italiano († 1608)
- Francisco de Ávila y Guzmán, cardinale spagnolo († 1606)
- Balthasar Ayala, giurista belga († 1584)
- Luis Barahona de Soto, poeta e scrittore spagnolo († 1595)
- Ermolao II Barbaro, patriarca cattolico italiano († 1622)
- Bernardo Bitti, gesuita, pittore e scultore italiano († 1610)
- Francesco Bocchi, scrittore e critico d'arte italiano
- Tommaso Bona, pittore italiano († 1614)
- Sidonia von Borcke, nobile tedesca († 1620)
- Giordano Bruno, filosofo, scrittore e predicatore italiano († 1600)
- Orazio Caccini, compositore italiano
- Bianca Cappello, nobildonna italiana († 1587)
- Giovan Battista II Celestri, nobile e avvocato italiano († 1615)
- Juana Coello,  spagnola († 1615)
- Napoleone Comitoli, vescovo cattolico italiano († 1624)
- Mariangiola Criscuolo, pittrice italiana († 1630)
- Giovanni Nicolò Doglioni, matematico e notaio italiano († 1629)
- Menahem Azariah da Fano, rabbino italiano († 1620)
- Giles Fletcher il Vecchio, scrittore scozzese († 1611)
- Juan Hurtado de Mendoza, cardinale spagnolo († 1592)
- Cornelis Ketel, pittore olandese († 1616)
- Kikkawa Motonaga, militare giapponese († 1587)
- Pietro Luci, umanista, poeta e teologo fiammingo († 1603)
- Bernard Maciejowski, cardinale e arcivescovo cattolico polacco († 1608)
- Karel van Mander, pittore, poeta e biografo fiammingo († 1606)
- Pietro Marone, pittore italiano († 1603)
- Francesco Martinengo Colleoni, militare e diplomatico italiano († 1621)
- Matsudaira Ietada, militare giapponese († 1582)
- Fabio Mattei, nobile, imprenditore e politico italiano († 1608)
- Jacopo Mazzoni, filosofo, letterato e astronomo italiano († 1598)
- Jerzy Mniszech, drammaturgo e filosofo polacco († 1613)
- Oda Nagamasu, militare giapponese († 1622)
- Oda Nobukane, militare giapponese († 1614)
- Giovanni Evangelista Pallotta, cardinale italiano († 1620)
- George Pettie, scrittore inglese († 1589)
- Girolamo Piatti, gesuita e scrittore italiano († 1591)
- Ascanio I Piccolomini, arcivescovo cattolico e scrittore italiano († 1597)
- Basilio Pignatelli, monaco cristiano e vescovo cattolico italiano († 1605)
- Giulio Polerio, scacchista italiano († 1612)
- Charles de Quellenec, nobile francese († 1572)
- Anne Russell, nobildonna inglese († 1604)
- Saitō Tatsuoki, militare giapponese († 1573)
- Sakakibara Yasumasa, militare giapponese († 1606)
- Franz Schott, giurista e viaggiatore fiammingo († 1622)
- Christoph Schwartz, pittore tedesco († 1592)
- Simone Stevino, ingegnere, fisico e matematico fiammingo († 1620)
- Sōma Yoshitane, militare giapponese († 1635)
- Takahashi Shigetane, militare giapponese († 1586)
- Tanaka Yoshimasa, militare giapponese († 1609)
- Francis Tregian il Vecchio, nobile inglese († 1608)
- Hans Troschel, artigiano tedesco († 1612)
- Tsukushi Hirokado, militare giapponese († 1615)
- Tomás Luis de Victoria, presbitero, compositore e organista spagnolo († 1611)
- Sebastián Vizcaíno, militare, esploratore e diplomatico spagnolo († 1624)
- Giovanni Battista del Tufo, poeta italiano
- Vittoria di Capua, nobildonna italiana († 1627)
- Caterina di Clèves, nobile francese († 1633)
- Paul Sixt III von Trautson, diplomatico tedesco († 1621)